# Wenwu
Xu Wenwu (pinyin: Xú Wénwǔ, /ˌʃɑːŋ ˈtʃiː/ SHOO-_-wen-WOO), é um personagem fictício interpretado por Tony Leung na franquia de filmes Universo Cinematográfico Marvel, um personagem composto baseado em dois personagens da Marvel Comics: o Mandarim e Zheng Zu, mas sem os estereótipos historicamente negativos do Perigo amarelo associados a esses personagens. Na franquia, Wenwu é o enigmático e temido líder da organização criminosa Dez Anéis e pai de Shang-Chi e Xialing. Wenwu utiliza os lendários Dez Anéis - um conjunto de dez anéis místicos de ferro que lhe concedem imortalidade e poder inimaginável.
A organização dos Dez Anéis apareceu pela primeira vez em Homem de Ferro (2008) e desde então tem sido uma parte central do Universo Cinematográfico. Depois de ser representado por Aldrich Killian e Trevor Slattery em Homem de Ferro 3 (2013) e ser mencionado no curta-metragem All Hail the King (2014), Wenwu fez sua primeira aparição em Shang-Chi e a Lenda dos Dez Anéis (2021). O personagem e a atuação de Leung foram aclamados pela crítica, com alguns saudando Wenwu como um dos melhores vilões do Universo Cinematográfico.

## Conceito e criação
A estréia do Homem de Ferro na Marvel Comics em Tales of Suspense #39 (março de 1963) foi uma colaboração entre o editor e roteirista Stan Lee, o roteirista Larry Lieber, o ilustrador Don Heck e o capista e designer de personagens Jack Kirby. Em sua história de origem, o rico industrial Tony Stark é ferido e feito prisioneiro por forças hostis no Vietnã devastado pela guerra , mas escapa de seus captores depois de construir e vestir uma armadura motorizada. Nos quadrinhos, o mandarim é retratado como um megalomaníaco chinês com aspirações de conquista mundial, mas que possui um forte senso de honra. Embora seja um artista marcial altamente qualificado e um cientista genial, a principal fonte dos poderes do Mandarim são os dez anéis que ele adquiriu de uma nave espacial Makluan acidentada, com cada anel possuindo um poder único e usado em um dedo específico. A guerra sem fim do Mandarim contra a civilização o levou a um conflito com o Homem de Ferro, que acabaria se tornando seu arqui-inimigo.
O roteirista Alfred Gough disse em 2007 que havia desenvolvido um filme do Homem de Ferro para a New Line Cinema que incluía o Mandarim como o vilão, concebendo o personagem como um terrorista indonésio mais jovem que se disfarçava de playboy rico que Tony Stark conhecia. No entanto, enquanto trabalhava em Homem de Ferro (2008), o diretor Jon Favrea omitiu o Mandarim em favor de Obadiah Stane como o principal antagonista do filme, acreditando que o personagem e os elementos de fantasia de seus anéis pareciam irreais e eram mais apropriados. para uma sequência com um tom alterado.  Em vez disso, o Mandarim é referenciado por meio do grupo terrorista chamado Dez Anéis no filme, inspirado nos dez anéis do Mandarim.
As primeiras versões da história de  Homem de Ferro 3 (2013) apresentavam o mandarim como antagonista, mas o escritor Drew Pearce sugeriu a ideia de que o mandarim era um impostor durante uma das sessões de escrita, com o diretor Shane Black concordando em torná-lo ator. Isso levou à concepção de Trevor Slattery, um ator inglês decadente contratado por Aldrich Killian e a I.M.A. para se passar por Mandarim, com Killian adotando o manto do Mandarim como seu também. A reviravolta revelando que o mandarim era um impostor recebeu elogios da crítica e reação dos fãs; em resposta à recepção negativa, o curta-metragem All Hail the King (2014) reconfirmou a existência do "verdadeiro" mandarim.
No painel da San Diego Comic-Con da Marvel Studios em julho de 2019, Kevin Feige revelou que o Mandarim faria sua estreia oficial em Shang-Chi e a Lenda dos Dez Anéis (2021), com o aclamado ator de Hong Kong, Tony Leung escalado para o papel. papel; o nome verdadeiro do personagem "Wenwu" foi revelado por Feige durante o Disney Investor Day em dezembro de 2019. Depois de décadas tentando entrar em Hollywood devido à rejeição de papéis degradantes e estereotipados, Wenwu é o primeiro papel de Leung em Hollywood.
Wenwu é um personagem original do Universo Cinematográfico da Marvel que substitui o pai original dos quadrinhos de Shang-Chi, do qual a Marvel Studios não detém os direitos do filme, servindo como um personagem composto de Fu Manchu e o Mandarim. Como resultado da Marvel Comics perder os direitos do nome Fu Manchu, suas aparições posteriores deram a ele o nome real de Zheng Zu, que anteriormente era descrito como o mandarim e o imperador de longa data do K'un-Lun inspirado em wuxia no Battleworld na continuidade de Secre Wars (2015), em que ele derrotou por seu filho Shang-Chi depois que ele o derrotou em um torneio para decidir o próximo governante de K'un-Lun.
O design dos Dez Anéis de Wenwu foi alterado de anéis usados nos dedos nos quadrinhos para anéis de ferro usados na arte marcial chinesa Hung Gar para evitar comparações com as Joias do Infinito, enquanto se inspirava em The 36th Chamber of Shaolin (1978).

## Caractertização
De acordo com o produtor Jonathan Schwartz, Wenwu assumiu muitos nomes diferentes, incluindo "O Mandarin", que ele observou veio com as expectativas do público. Schwartz descreveu Wenwu como um personagem mais complexo e cheio de camadas do que a versão em quadrinhos, com o diretor Destin Daniel Cretton acrescentando que havia aspectos problemáticos do retrato em quadrinhos do Mandarim que ele queria mudar. Cretton sentiu que Leung evitou estereótipos asiáticos e um retrato unidimensional ao trazer humanidade e amor para o papel. Leung descreveu Wenwu como "um sociopata, um narcisista, um fanático", mas se recusou a chamá-lo de vilão, explicando que ele era "um homem com uma história, que anseia por ser amado".
De acordo com o roteirista David Callaham, "'O Mandarim' é um título que foi aplicado a ele no passado por pessoas que não entendem sua cultura" O termo mandarim designa um tipo de burocrata na China e wen e wu são um conceito da filosofia chinesa e da administração chinesa que une elementos civis (wen) e militares (wu), tendo o próprio Wenwu associado "mandarim" a "um prato de frango" e tangerina (mqandarim orage em inglês).
Wenwu também diz que também era chamado de "Mestre Khan", pseudônimo usado na continuidade principal. Esta é uma possível alusão à ideia de que Wenwu é o próprio Gengis Khan. Antes de Shang-Chi e a Lenda dos Dez Anéis, o logotipo dos Dez Anéis tinha escrita mongóis. Em Homem de Ferro, Raza disse:

O arco e flecha já foi o auge da tecnologia de armas. Foi usado por Gengis Khan para forjar um império que se estendia por toda a Ásia, desde as florestas invernais da Ucrânia até a costa leste da Coréia. Agora, quem detém as armas fabricadas pelas Indústrias Stark domina o mundo.
Em All Hail the King, Jackson Norriss diz:

Então, você quer me dizer que não conhece a história do próprio mandarim. Ele era um rei-guerreiro. Inspirou gerações de homens durante a Idade Média, talvez ainda mais para trás no tempo.
A organização Dez Anéis foi uma criação original do Universo Cinematográfico Marvel; a organização se assemelha ao Si-Fan dos livros de Sax Rohmer e da série Master of Kung Fu. Na série animada Iron Man: Armored Adventures, Gene Khan, o Mandarim lidera o Tong. Tong é o nome de um tipo de organização criminosa de imigrantes chineses nos Estados Unidos.

## Biografia ficcional

### Origem

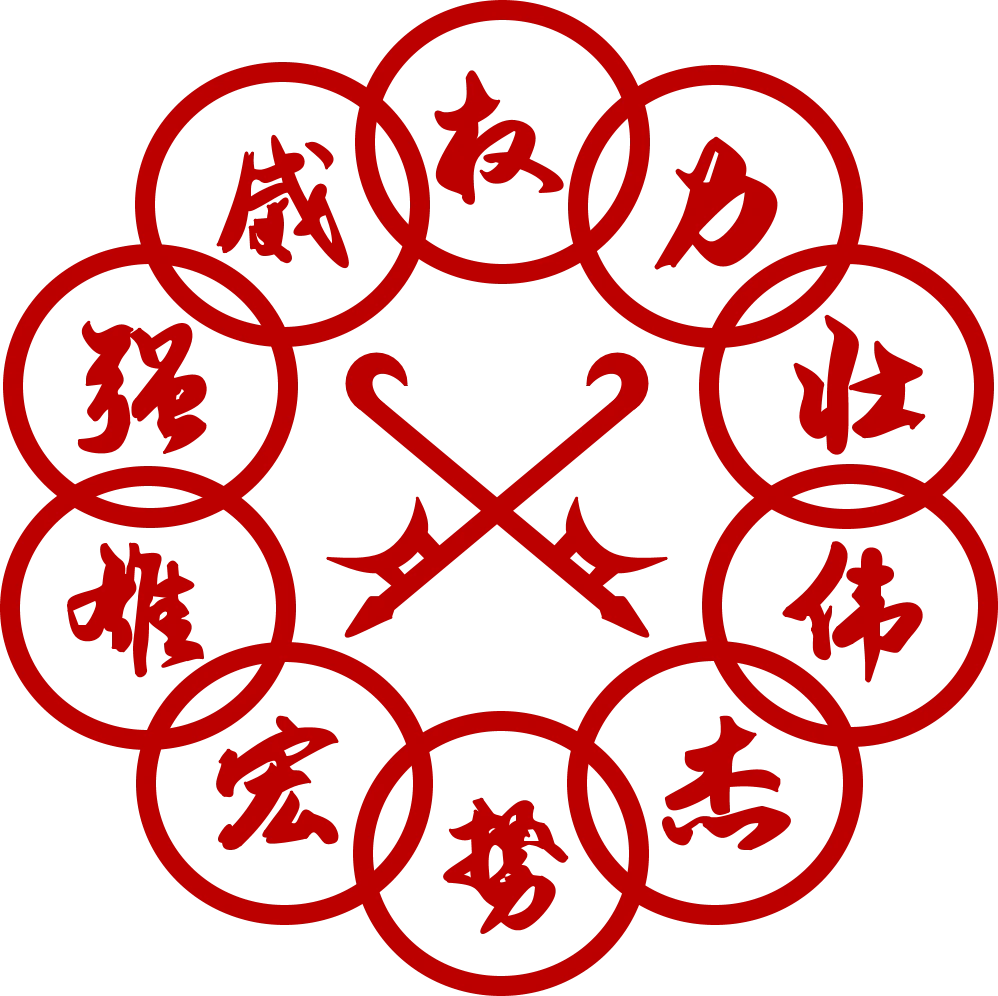
Símbolo dos Dez Anéis

Há mil anos Xu Wenwu encontra os Dez Anéis, armas místicas que concedem imortalidade e grande poder ao usuário. Wenwu reúne um exército de guerreiros chamado Dez Anéis e conquista muitos reinos e derruba governos ao longo da história. Em 1996, Wenwu começa a procurar por Ta Lo, uma vila que abriga várias bestas míticas, a fim de expandir seu poder. Ele encontra a entrada da vila, mas é parado e derrotado pelo guardião da vila, Ying Li. Wenwu e Li se apaixonam; proibido de se estabelecer em Ta Lo devido ao seu passado de senhor da guerra, Wenwu leva Li com ele para sua casa na China, onde se casam e têm dois filhos, Shang-Chi e Xialing. Satisfeito com sua nova vida, Wenwu desiste dos dez anéis e renuncia a seu estilo de vida criminoso para ficar com sua família.
Quando Li é assassinado pela Gangue de Ferro, antigos rivais dos Dez Anéis, Wenwu pega seus anéis e leva Shang-Chi consigo para o esconderijo da Gangue de Ferro, onde passa a massacrar brutalmente os gângsteres. Wenwu posteriormente reativa a organização dos Dez Anéis e treina Shang-Chi em artes marciais como um assassino pelo lacaio Death Dealer de Wenwu; Xialing está proibida de treinar por lembrar Wenwu muito de Li. Quando Shang-Chi tem 14 anos, Wenwu o envia em uma missão para matar o líder da Gangue de Ferro e vingar Li. Apesar de seu sucesso, Shang-Chi fica traumatizado com a provação e abandona os Dez Anéis, com Xialing fazendo o mesmo seis anos depois.

### Ataques imitadores
Em um esforço para encobrir explosões desencadeadas por soldados submetidos ao programa Extremis, Aldrich Killian e o think tank Ideias Mecânicas Avançadas contratam o ator inglês Trevor Slattery para retratar Wenwu em vídeos de propaganda que são transmitidos para o mundo onde ele e os Dez Os anéis reivindicam o crédito pelas explosões. Possuindo conhecimento limitado da história de Wenwu e baseando-se apenas nas lendas do homem, Killian cria a persona de "o mandarim" para Slattery e até usa o título para si mesmo; Slattery está completamente alheio ao verdadeiro significado de suas ações, acreditando que está apenas estrelando um filme. Wenwu está indignado com a apropriação de sua imagem e organização; com Killian morto devido às ações de Tony Stark, Wenwu libertou Slattery da prisão para ser executado. No entanto, Wenwu se diverte com as performances de Slattery e o mantém preso em seu complexo como um "bobo da corte".

### Reunião de família
Wenwu começa a ouvir a voz de Li, dizendo a ele que ela está presa em Ta Lo. Wenwu envia seus homens para pegar os pingentes que Li presenteou seus filhos Shang-Chi e Xialing. Razor Fist lidera a missão de obter o pingente de Shang-Chi durante uma viagem de ônibus em San Francisco.
Quando a missão foi um sucesso, Wenwu envia seus homens para pegar o pingente de Xialing em seu clube de luta em Macau, o que leva a uma briga resultante entre Shang-Chi e Xialing contra os agentes dos Dez Anéis liderados por Razor Fist e Death Dealer. Wenwu interrompe a briga e leva seus filhos e a amiga de Shang-Chi, Katy, para o complexo dos Dez Anéis.
Uma vez no complexo dos Dez Anéis, ele explica a situação de Li e usa seus dois pingentes para criar um mapa que revela a localização e a hora de entrar em Ta Lo. Wenwu também revela seus planos para destruir a vila após libertar Li e aprisiona seus filhos e Katy quando eles se recusam a seguir com seu plano. Os três mais tarde escapam do complexo com Slattery e seu companheiro hundun Morris para avisar Ta Lo sobre os Dez Anéis. Em vez de persegui-lo, Wenwu decide esperar até a data planejada para invadir Ta Lo.
Wenwu e suas forças chegam a Ta Lo para destruir o selo que segurava sua esposa, iniciando uma batalha entre os Dez Anéis e os habitantes da vila. Shang-Chi tenta lutar contra Wenwu, mas é derrotado e jogado em um lago. Guiado pela voz de Li, Wenwu começa a quebrar o selo que a prende em Ta Lo. Sem o conhecimento dele, Wenwu está sendo manipulado pelo Habitante das Trevas, que estava usando a voz de Li para enganar Wenwu a destruir seu selo com seus dez anéis. Ressuscitado pelo Grande Protetor, o dragão guardião de Ta Lo, Shang-Chi usa seus novos poderes para desarmar Wenwu. No entanto, o selo está enfraquecido o suficiente para que o Morador escape. Percebendo que sua esposa está de fato morta, Wenwu se sacrifica para salvar Shang-Chi do Morador. Refletindo sobre seu relacionamento tenso com Shang-Chi após a morte de Li, um Wenwu arrependido deixa seus dez anéis para seu filho que os usa, o estilo de luta Ta Lo e a ajuda do Grande Protetor para destruir o Morador. Quando os aldeões sobreviventes e os membros dos Dez Anéis homenageiam os mortos, Shang-Chi acende uma lanterna de papel em memória de seu pai.
Após a morte de Wenwu, Xialing assume a liderança dos Dez Anéis, que ela reestrutura para incluir também mulheres lutadoras.

## Outras versões
Versões alternativas de Wenwu apareceram na série animada What If...? do Disney +,  com voz de Feodor Chin.

### Aliança com Hela
Em um universo alternativo, Wenwu tenta, sem sucesso, recrutar Hela, que foi banida para a Terra por Odin por sua sede de sangue e despojada de sua coroa e poderes, para os Dez Anéis e ela escapa após não conseguir roubar os anéis. Mais tarde, Odin ataca os Dez Anéis, mas Hela vem resgatá-los depois de ter mudado de ideia enquanto estava no reino místico de Ta Lo e derrota Odin, recuperando sua coroa e o trono de Asgard. Posteriormente, os exércitos de Asgard e dos Dez Anéis se unem para formar um império de libertadores para garantir a liberdade nos Nove Reinos e além. Essa força combinada vem então em socorro do povo de Gamora enquanto Thanos se prepara para massacrá-los.

### Encarcerado por Doutor Estranho
Xu Wenwu e os Dez Anéis de outro universo alternativo estão entre os sequestrados pelo Supremo Doutor Estranho e presos. Libertados pelo Capitã Carter, eles participam da batalha entre os prisioneiros libertados com Wenwu lutando brevemente contra o Pantera Negra Killmonger. Antes de retornar ao seu próprio universo, Wenwu dá a Kahhori seus anéis para lutar contra o Doutor Estranho.

## Recepção
Angie Han, do The Hollywood Reporter, elogiou a sinceridade de Tony Leung ao retratar Wenwu em Shang-Chi e a Lenda dos Dez Anéis por tê-lo feito um "supervilão com alma". Nick Allen, do RogerEbert.com, também acreditava que Leung era o elenco "mais brilhante" do filme e gostou das várias sequências de luta com ele desde que Destin Daniel Cretton mudou a altura, a luz, os reflexos e a encenação de cada uma. Escrevendo para a Empire, Laura Sirikul elogiou a coreografia de Leung no filme. Jake Cole, da Slant Magazine, elogiou Leung por "transmitir sem esforço a malícia calma com a qual Wenwu afirma seu poder absoluto, bem como a angústia que o homem sente pela perda de sua esposa", embora descreva os flashbacks com o personagem como " supérfluo" com "planicidade emocional" que levava o filme "a rastejar" cada vez que eram usados.

## Outras mídias

### Vídeo games
Wenwu fez sua estreia em vídeo games no jogo Marvel Future Fight.

Wenwu é um personagem jogável em Marvel Super War.